# Luca Kiriko
Luca Kiriko ( ru  Лука Кирико ) a fost un diplomat rus care, în perioada decembrie 1806 – aprilie 1817, a fost consul la București.

## Citate
- 3 noiembrie 1807, cu prilejul unei călătorii la Brașov, afirmă ca "Transilvania se va uni cu principatele dunărene într-un regat al dacilor" (Royaume de Daces); (Așa cum reiese din raportul lui Senft, ambasadorul Prusiei la Istanbul).
- 20 aprilie 1807 [2]: Paharnicul Manuc, din Muntenia, în timpul domniei lui Ipsilanti Vodă era întrebuințat cu izbândă de acest domnitor în toate împrejurările critice, ca mijlocitor devotat intereselor acestui principat, ocrotit de înalta curte împărătească a Rusiei, către serhaturile vecine ale Giurgiului, Rușciucului, Nicopolei și Silistrei, în favoarea stipulațiilor întărite și prerogativelor țării. Având, după ordinul special al împăratului, de la consulul rusesc din Iași, un pașaport ca locuitor al Astrahanului, a fost confident tainic al consulului împărătesc la București, mai ales în vremurile furtunoase ale lui Mustafa-Baiakdar și Pasvant-Oglu. Prin creditul și influența sa, au izbutit boierii divanului muntean să așeze hrană și furaj pe toate punctele, unde trebuia să treacă oastea Rusiei; prin înrâurirea lui Manuc asupra lui Ahmet-Efendi (Administratorul moșiilor lui Mustafa-Pașa), comandantul trupelor lui Mustafa-Pașa în Muntenia, boierii acestui divan au putut să se retragă spre granița Transilvaniei, la apropierea oștirii rusești, pe care Turcii voiau să o atace; prin silințele și jertfele lui, orașul București n-a fost ars și prădat. (...) El a știut să păstreze pe Mustafa-Pașa în dispozițiile lui prielnice față de Ruși, față de Țara Românească și de domnitorul ei (Constantin Ipsilanti), pârât ca devotat Rusiei; el s-a priceput să oprească râvnă acestui comandant al oștirii de la Rușciuc de a cădea asupra acestei provincii, golite atunci de trupe, și de a prăda țara pentru a duce în robie pe locuitori. El n-a cruțat nimic pentru a elibera pe chezășia sa, pe prizonierii munteni, pe cari Regeb-Aga din Orșova și alți comandanți turci îi trimiteau la Rusciuc [3].